# Надеждино (Дмитровский городской округ)
Надеждино — деревня в Дмитровском районе Московской области, в составе городского поселения Дмитров. В 1925—1939 годах Надеждино было центром Надеждинского сельсовета. В 1994—2006 годах Надеждино входило в состав Дядьковского сельского округа. Население — 14 чел. (2010).
Ранее деревня назвалась Скубятино (Скубякино), современное название получило по имени усадьбы Норовых Надеждино, находящейся у восточной околицы.

## Расположение
Деревня расположена на севере центральной части района, примерно в 13 км северо-западнее Дмитрова, по правому берегу канала имени Москвы, высота центра над уровнем моря 140 м. Ближайшие населённые пункты — Дядьково на юге и Никольское на северо-востоке.

## Население
| 2002 | 2006 | 2010 |
| ---- | ---- | ---- |
| 14   | →14  | →14  |

## Достопримечательности
В деревне сохранилась действующая Покровская церковь 1843 года постройки.

### Усадьба Надеждино
Усадьба основана, вероятно, во второй половине XVIII века помещицей И. И. Зиновьевой. В первой половине XIX века владелец надворный советник С. А. Норов. В середине столетия его сын библиофил, министр народного просвещения А. С. Норов, затем его племянник Н. П. Поливанов. В 1911 и по 1917 год его дочь Т.Н. Поливанова. Сохранилась руинированная Покровская церковь 1838 года в стиле ампир (в настоящее время восстановлена и действует) и остатки парка из смешанных пород деревьев и кустарников с прудами.
В усадьбе у Норовых имелась библиотека в 14 000 томов, которую А.С. Норов завещал Румянцевскому музею. Здесь бывал философ П. Я. Чаадаев, живший в соседней, ныне утраченной усадьбе Алексеевское, которой владела его тетка княжна А. М. Щербатова (дочь историка князя М. М. Щербатова).